# Intrum Justitia
Intrum – firma europejska, specjalizującą się w usługach z zakresu zarządzania wierzytelnościami i windykacji. Firma powstała w 1923 roku w Sztokholmie. Obecnie działa w 24 krajach Europy, zatrudnia 8500 pracowników i obsługuje ponad 80 000 klientów.

## Zakres usług
Zakres usług Intrum Justitia obejmuje wszystkie obszary zarządzania wierzytelnościami w segmencie B2B i B2C.
Przedmiotem działalności jest:           
- Windykacja polubowna
- Kupno wierzytelności
- Windykacja międzynarodowa
- Zwrot zagranicznego podatku VAT
- Kancelaria prawna Król i Gajda Intrum Justitia Sp. z o.o.
- Zarządzanie wierzytelnościami na każdym etapie: polubownym, sądowym, egzekucji, po bezskutecznej egzekucji

## Struktura organizacyjna
Intrum Justitia ma 19 biur w całej Europie. Niemcy wraz ze Szwajcarią, Austrią, Czechami, Słowacją i Węgrami znajdują się w regionie Europy Środkowej. Europa Zachodnia obejmuje Belgię, Irlandię, Francję, Włochy, Portugalię, Hiszpanię. W Europie Północnej biura znajdują się w: Danii, Estonii, Finlandii, Polsce, Holandii, Norwegii oraz Szwecji.
Poprzez sieć agentów, Intrum Justitia jest również obecna w 160 krajach na całym świecie.

## Kadra zarządzająca
W skład Zarządu Intrum Justitia wchodzi: Dyrektor Generalny i Prezes Spółki Mikael Ericson, Dyrektor finansowy Erik Forsberg, Dyrektor Zarządzania Ryzykiem Johan Brodin, Dyrektor Sprzedaży, Marketingu i Komunikacji Annika Billberg, Dyrektor Działu Technologicznego Roland Gruneus, Dyrektor Zarządzania Zasobami Ludzkimi – Jean-Luc Ferraton oraz Dyrektorzy Regionalni: na Europę Centralną – Per Christofferson, Zachodnią Europę – Harry Vranjes oraz na Północną Europę Rickard Westlund.

## European Payment Report
European Payment Report (EPR) to autorskie badanie Intrum, przeprowadzane w 29 krajach europejskich wśród ok. 10 tys. firm. Badanie jest przeprowadzane cyklicznie i przedstawia informacje o wpływie nieterminowych płatności na funkcjonowanie europejskich przedsiębiorstw. EPR dostępny jest do pobrania na stronie internetowej Intrum Justitia.
Dane uzyskane podczas badania EPR są podstawą dla Krajowego Raportu Płatności, który skupia się na sytuacji ekonomicznej danego kraju.

## Intrum Justitia Polska
Intrum Justitia obecna jest w Polsce od 1998 roku, a jej siedziba znajduje się w Warszawie. W 2011 podjęto decyzję o otwarciu drugiego biura – w Białymstoku, gdzie m.in. przeniesiony został cały dział call center.
Prezesem Intrum Justitia Polska jest Krzysztof Krauze, który pełni tę rolę od 1 listopada 2015 roku. Jednocześnie, od 2008 roku jest on członkiem Rady Nadzorczej Intrum Justitia Towarzystwo Funduszy Inwestycyjnych S.A., a od 2009 roku członkiem Zarządu Intrum Justitia Sp. z o.o.  Firma wywierała na dłużników niedopuszczalną presję, kierując do nich pisma, które wprowadzały w błąd, za co została ukarana przez UOKiK,